# Chardonne
Chardonne är en ort och  kommun i distriktet Riviera-Pays-d'Enhaut i kantonen Vaud, Schweiz. Kommunen har 3 236 invånare (2023).